# Hans Kalbfell
Hans Kalbfell (* 16. Mai 1930 in Willich; † 23. März 1984 in Hagen) war ein deutscher Schwergewichtsboxer.

## Profikarriere
Kalbfell, der in seiner aktiven Zeit etwa 90 kg wog, begann 1955 mit dem Profiboxen. Im November 1956 unterlag er dem Franzosen Robert Duquesne, den er im April desselben Jahres bereits geschlagen hatte, über acht Runden nach Punkten. Wenige Monate später trat er in Essen gegen die Halbschwergewichtslegende Archie Moore in einem zehnrundigen Kampf mit Max Schmeling als Ringrichter an und verlor eine weitere Punktentscheidung.
Anschließend verlor er vorzeitig gegen den Briten Dick Richardson, konnte am 14. September 1957 aber gegen Heinz Neuhaus die Deutsche Meisterschaft im Schwergewicht erringen. Daraufhin folgte jedoch eine Punktniederlage gegen Henry Cooper und der Verlust des Meistertitels an Albert Westphal durch technischen K. o. in der fünften Runde.
Im April 1959 gelang dann die erfolgreiche Revanche, er schlug Westphal im Rückkampf vorzeitig. Nachdem er auch den unbesiegten Italiener Giacomo Bozzano k.o. schlug, bekam er eine Chance, um die vakante Europameisterschaft zu kämpfen. Gegner war am 27. März 1960 in Dortmund wiederum Dick Richardson, dem er auch in der zweiten Begegnung vorzeitig unterlag.
Kalbfell schlug dann den bekannten US-Amerikaner Tommy Jackson und versuchte es 1961 ein drittes Mal gegen den Europameister Richardson. Wieder verlor er, diesmal aber nur nach Punkten. Bei Kämpfen um die deutsche Meisterschaft unterlag er dann jeweils noch einmal Westphal und Erich Schöppner und beendete anschließend seine Karriere.

## Nach der Karriere
Kalbfell blieb nach der Karriere in Hagen-Haspe und war als Taxiunternehmer tätig. Nach schwerer Krankheit verstarb er am 23. März 1984.